# Складний вулкан

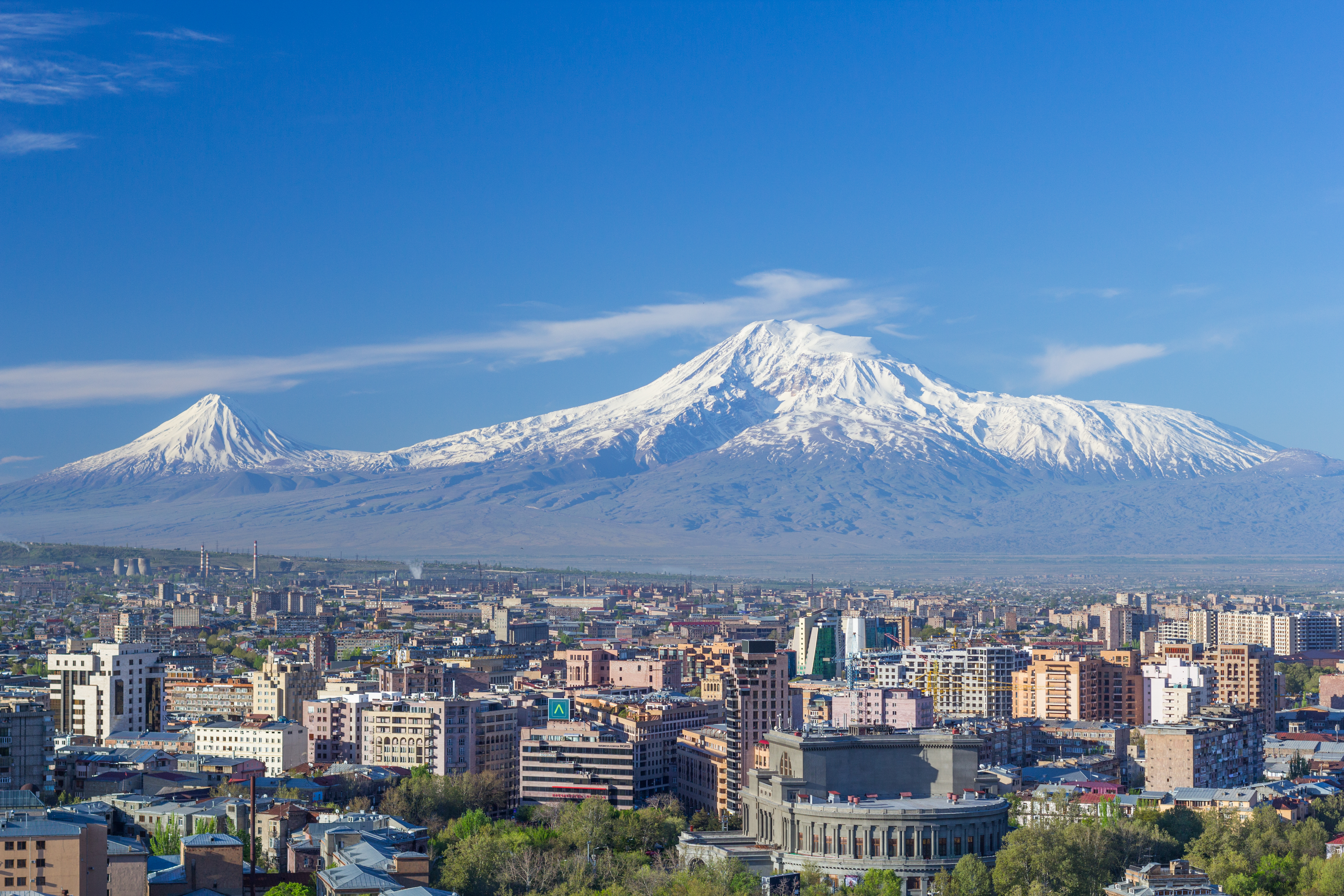
Вулкан Арарат, Туреччина

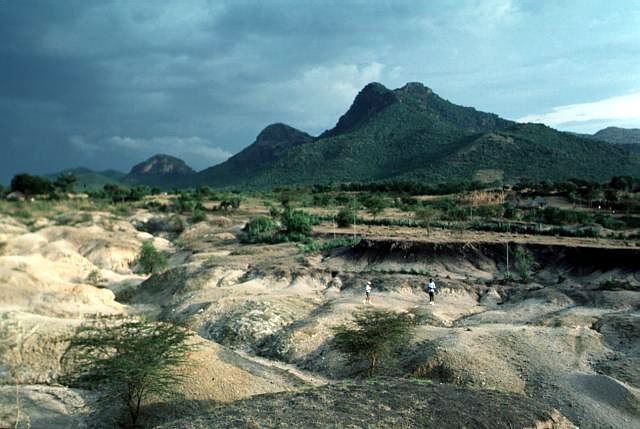
Вулкан Гома, Кенія, 1994 рік

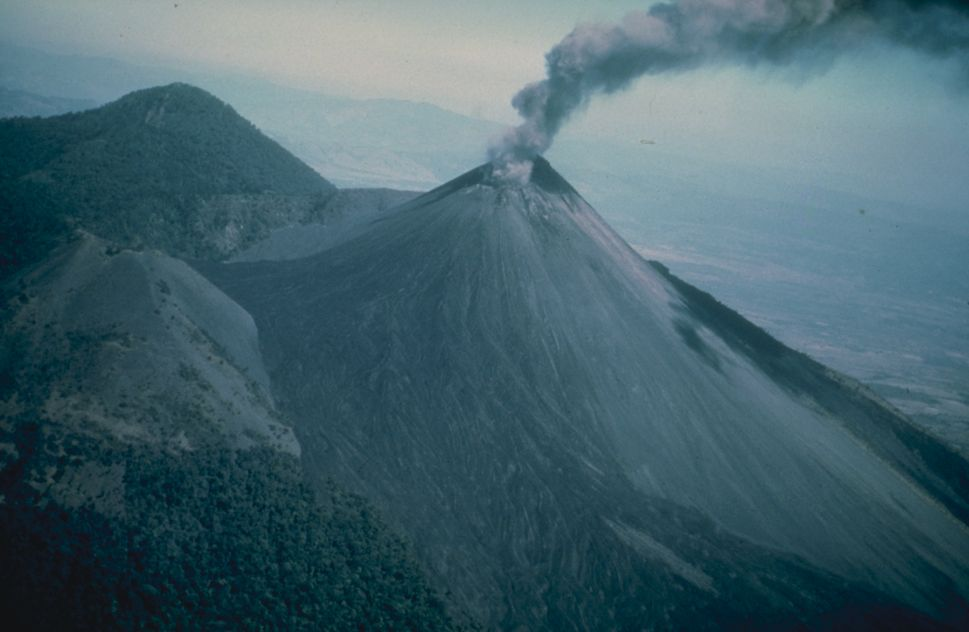
Виверження вулкана Пакайя, Гватемала, 1976 рік

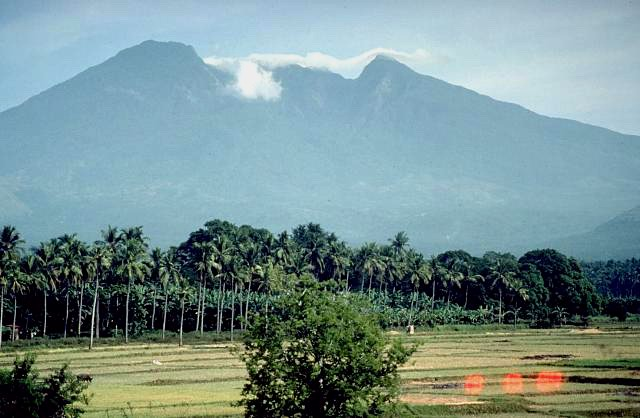
Вулкан Банахо, Лусон, Філіппіни, 1989 рік

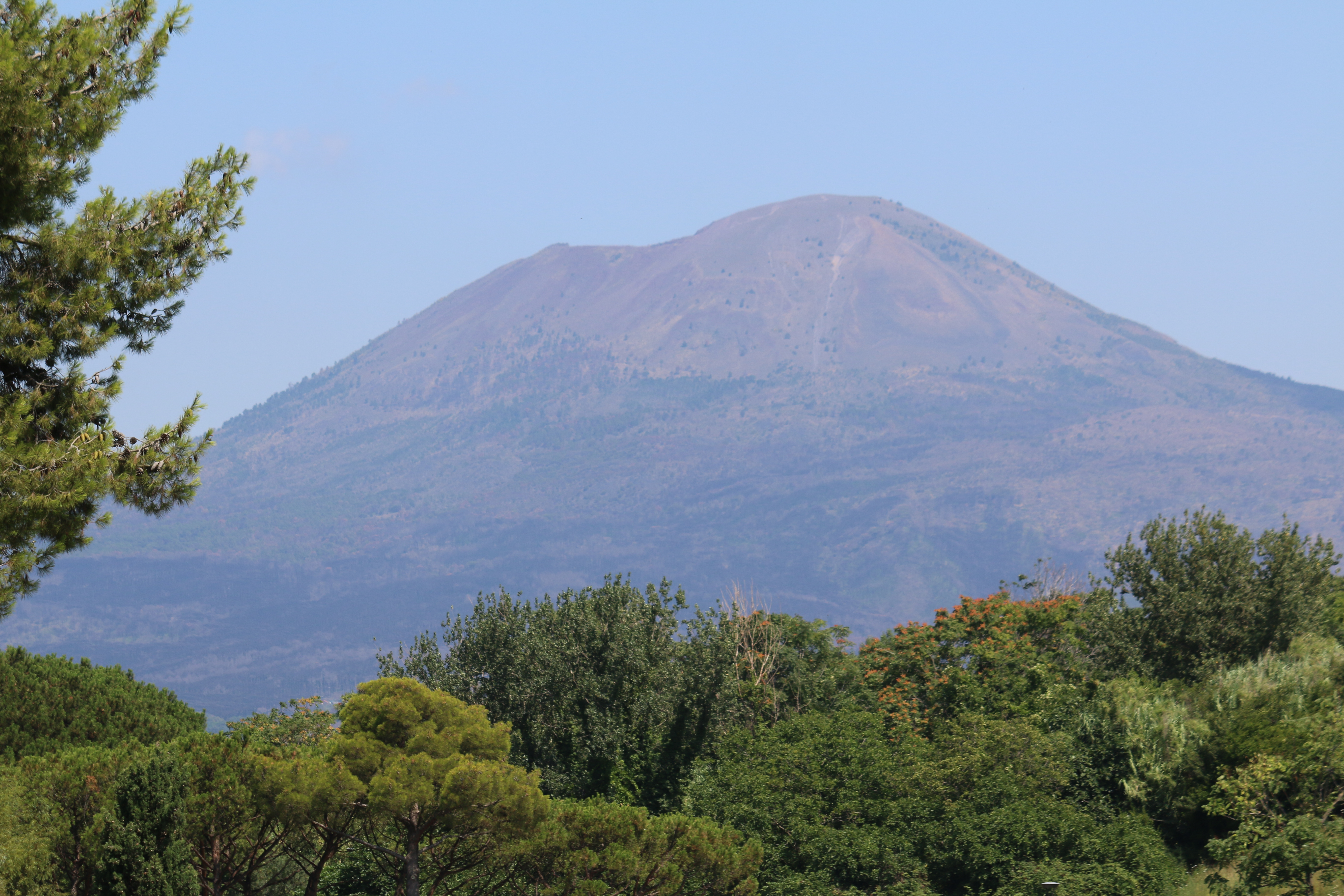
Вулкан Везувій, Італія, 2018 рік

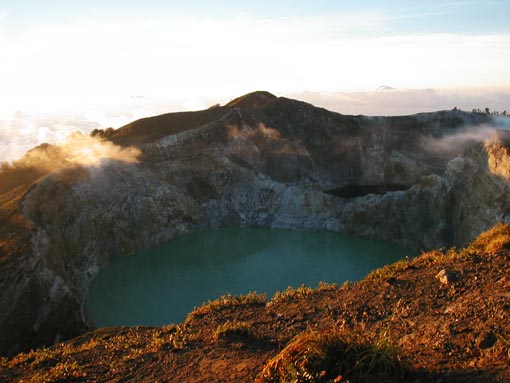
Келімуту, Флорес, Індонезія

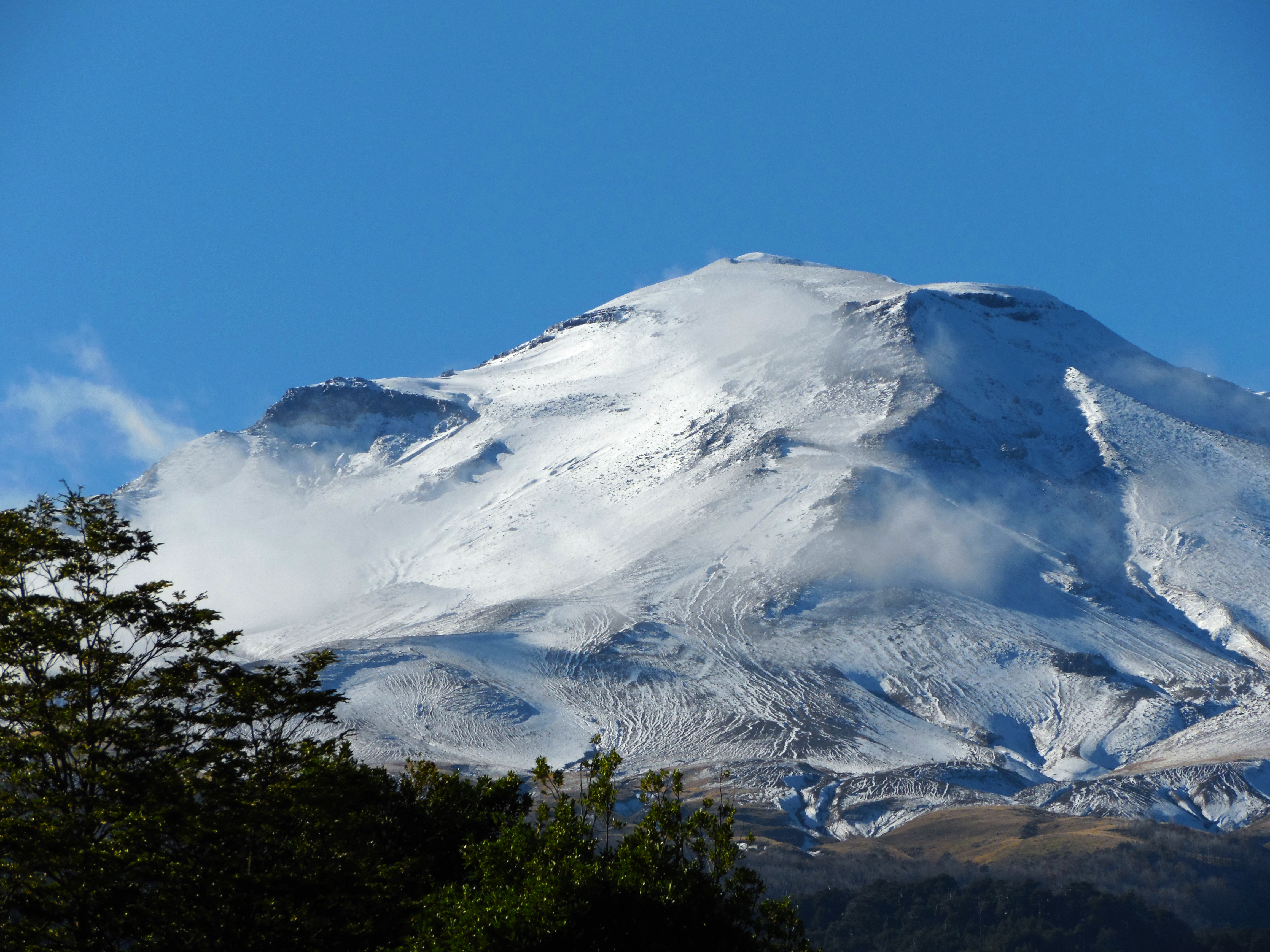
Вулкан Пуєуе, Чилі

Складний вулкан або вулканічний комплекс (англ. complex volcano, compound volcano) — змішана форма рельєфу, що складається з пов'язаних вулканічних центрів і пов'язаних з ними лавових потоків та пірокластичних порід.

## Загальні відомості
Складні вулкани можуть утворюватися через зміни в характері виверження або в розташуванні основної зони жерла на конкретному вулкані. Стратовулкани також можуть утворювати велику кальдеру, яка заповнюється лавовим куполом, або ж на краю кальдери можуть утворюватися численні маленькі шлакові конуси, лавові куполи та кратери.
Хоча це порівняно незвичайний тип вулканів, вони широко поширені у світі та в геологічній історії Землі. Метаморфізовані туфи попелу широко поширені в докембрійських породах північної частини Нью-Мексико, що вказує на те, що кальдерні комплекси були важливими протягом більшої частини історії Землі. Єллоустонський національний парк складається з трьох кальдерних комплексів, які частково перекривають один одного. Кальдера долини Лонг в східній Каліфорнії також є складним вулканом; гори Сан-Хуан на південному заході Колорадо сформовані на групі кальдерних комплексів неогенового періоду, і більшість мезозойських та кайнозойських порід Невади, Айдахо та східної Каліфорнії також є кальдерними комплексами та їх виверженими туфами попелових потоків. Кальдера озера Беннетт у Британській Колумбії та на території Юкон є ще одним прикладом кайнозойського (еоценового) кальдерного комплексу.

## Приклади складних вулканів

### Азія
- Акіта-Яке-Яма (Хонсю, Японія)
- Асача (Півострів Камчатка, Росія)
- Асама (Хонсю, Японія)
- Арарат (Туреччина)
- Кусацу-Шіране (Кусацу, Гунма, Японія)
- Вулкан Банахо (Лусон, Філіппіни)
- Грозненська група (Курильські острови, Росія)
- Хаконе (Японія)
- Келімуту (Флорес, Індонезія)
- Вулкан Марапі (Індонезія)
- Вулкан Тааль (Батангас, Філіппіни)
- Вулкан Талініс (Східний Негрос, Філіппіни)

### Америка
- Кальдера озера Беннет (Британська Колумбія/Юкон, Канада)
- Вулканічний комплекс гори Едзіза (Британська Колумбія, Канада)
- Вулкан Ґалерас (Колумбія, Південна Америка)
- Вулкан Ірасу (Коста-Ріка)
- Лас-Пілас (Нікарагуа)
- Кальдера долини Лонг (Каліфорнія, США)
- Вулкан Мазама (Орегон, США)
- Масив гори Мігер (Британська Колумбія, Канада)
- Морн-Труа-Пітон (Домініка)
- Вулкан Пакая (Гватемала)
- Вулкан Пуєуе (Чилі)
- Вулкан Рінкон-де-ла-В'єха (Коста-Ріка)
- Кальдера Сільвертрон (Британська Колумбія, Канада)
- Вулкани Три Сестри (Орегон, США)[2]
- Кальдера Валлес (Нью-Мексико, США)
- Єллоустонська кальдера (Вайомінг, США)

### Африка
- Вулкан Гома (Кенія)

### Європа
- Везувій, (Італія)
- Кумбре В'єха (Канарські острови, Іспанія)
- Острів Іскія (Італія)
- Тейде, Канарські острови[4]

### Океанія
- Острови Макдональд (Індійський океан, Австралія)
- Острів Мутохора (Нова Зеландія)
- Протока Святого Андрія (Адміралтейські острови, Папуа-Нова Гвінея)
- Вулкан Таупо (Таупо, Нова Зеландія)
- Те Татуа-а-Ріукіута (Окленд, Нова Зеландія)
- Тонгаріро, (Нова Зеландія)